# Opactwo w Quedlinburgu
Opactwo w Quedlinburgu (Kwedlinburgu) – dawny klasztor kanoniczek w miejscowości Quedlinburg na terenie Niemiec, założony w pierwszej połowie IX w., przejęty przez protestantów w XVI w., ostatecznie zlikwidowany na początku XIX w. W średniowieczu opactwo stanowiło ważne centrum polityczne i kulturalne, szczególnie w okresie panowania dynastii Ludolflingów, której przedstawiciele byli z nim blisko związani. Przez cały okres istnienia stanowiło centrum samodzielnego księstwa Rzeszy, na którego czele stała ksieni kwedlinburska. Obecnie romańska zabudowa dawnego opactwa (w tym kolegiata św. Serwacego) stanowi część zespołu miejskiego wpisanego na Listę światowego dziedzictwa UNESCO.

## Historia
Opactwo w Quedlinburgu powstało w 936 lub 937 r. za sprawą Matyldy, wdowy po królu Niemiec z dynastii Ludolfingów Henryku I Ptaszniku, oraz jej syna Ottona I Wielkiego. Quedlinburg stanowił jej oprawę wdowią i zarazem ważną siedzibę króla Henryka. Sam Henryk, gdy zmarł w 936 r., został pochowany w tutejszej kaplicy zamkowej. Sprowadzone przez Matyldę kanoniczki objęły dawny zamek i uzyskały królewską opiekę oraz specjalny status: opactwo zostało wyłączone spod jurysdykcji lokalnych biskupów z Halberstadt. Obdarzone zostało także licznymi przywilejami, stanowiącymi bardzo dochodową bazę materialną zgromadzenia. Sama Matylda rezydowała w klasztorze i kierowała nim aż do swej śmierci w 968 r.
Następczynią Matyldy była kolejna członkini rodziny cesarskiej, jej wnuczka, córka Ottona I Wielkiego, także Matylda. W 983 r., po śmierci cesarza Ottona II przeniosły się do klasztoru jego matka Adelajda oraz wdowa po nim Teofano, skąd wspólnie z Matyldą sprawowały regencję w imieniu małoletniego Ottona III do czasu objęcia przez niego samodzielnych rządów w 994 r. Za sprawą Matyldy rozbudowano kościół: dawna kaplica zamkowa, w której pochowano Henryka Ptasznika i jego żonę, stała się prezbiterium większego założenia sakralnego – kościoła św. Serwacego.
Następczynią córki Ottona I, która zmarła w 999 r., została Adelajda, córka Ottona II i zarazem siostra Ottona III. Podjęła ona budowę nowego, większego kościoła na miejscu dotychczasowego. Jego poświęcenie nastąpiło w 1021 r. z udziałem kolejnego cesarza z dynastii Ludolfingów, Henryka II Świętego. Ta budowla spłonęła w 1070 r., ale została odbudowana. Poświęcenie trzeciego już z kolei kościoła św. Serwacego nastąpiło w 1129 r. przy udziale cesarza Lotara III z Supplinburga.
W 1539 r. opactwo zostało przejęte przez luteran, nadal jednak luterańskie ksienie kwedlinburskie stały na czele samodzielnego państwa rzeszy. W 1803 r. klasztor został ostatecznie sekularyzowany, a jego dobra przejęte przez królów pruskich. W 1936 r., w tysiąclecie śmierci Henryka Ptasznika, Heinrich Himmler nakazał przeprowadzić wykopaliska w celu odnalezienia jego szczątków.